# Never Been Better
| Đánh giá chuyên môn | Đánh giá chuyên môn |
| Nguồn đánh giá      | Nguồn đánh giá      |
| Nguồn               | Đánh giá            |
| ------------------- | ------------------- |
| AllMusic            | [ 2 ]               |
| Digital Spy         | [ 3 ]               |
| The Telegraph       | [ 4 ]               |
| The Guardian        | [ 5 ]               |

Never Been Better là album phòng thu thứ tư của nghệ sĩ thu âm người Anh Olly Murs. Album được phát hành thông qua Epic Records vào ngày 21 tháng 11 năm 2014 tại Ireland và vào ngày 24 tháng 11 tại Vương quốc Anh.
Never Been Better đã giành ngôi quán quân bảng xếp hạng UK Albums Chart, trở thành album thứ ba của Murs đạt vị trí quán quân bảng xếp hạng này. Album đã được chứng nhận bạch kim bởi Tổ chức quản lý ngành công nghiệp ghi âm Vương quốc Anh. Album lọt vào top 10 trên bảng xếp hạng của Ireland, top 20 trên bảng xếp hạng của Thụy Điển và top 40 trên bảng xếp hạng của Úc, Áo, Phần Lan, Đan Mạch, Đức và Na Uy. Never Been Better nhận được những ý kiến phản hồi trái chiều từ các nhà phê bình âm nhạc. Một số ca ngợi tông giọng đang trở nên tốt hơn của Murs; trong khi một số khác lại cho rằng album không hấp dẫn và việc lựa chọn âm nhạc còn an toàn.
Đĩa đơn "Wrapped Up" là đĩa đơn mở đường cho album, được phát hành vào ngày 16 tháng 11 năm 2014. Đĩa đơn này đã đạt đến vị trí #3 trên bảng xếp hạng UK Singles Chart. Đĩa đơn thứ hai, "Up", đánh dấu sự hợp tác đầu tiên của Murs với Demi Lovato. "Up" đạt vị trí #4 trên bảng xếp hạng UK Singles Chart và tương đối thành công về mặt thương mại trên toàn cầu. Vào ngày 10 tháng 2 năm 2015, Murs thông báo trên trang Twitter cá nhân rằng đĩa đơn thứ ba từ album sẽ là "Seasons".

## Bối cảnh sản xuất
Tháng 7 năm 2013, Murs tiết lộ rằng anh đã quay trở lại phòng thu để viết và thu âm chất liệu mới cho album phòng thu thứ tư sẽ phát hành vào mùa hè 2014. Trong tháng 2 năm 2014, thông tin anh bắt đầu công việc với album thứ tư được tiết lộ. Murs đã làm việc cùng Wayne Hector, Claude Kelly, Steve Robson và Demi Lovato. Ngày 28 tháng 9 năm 2014, Murs cho biết tựa đề album sẽ là Never Been Better và thông báo danh sách bài hát của album. Ngày phát hành được ấn định vào ngày 24 tháng 11 năm 2014.

## Diễn biến thương mại
Never Been Better ra mắt tại vị trí quán quân bảng xếp hạng UK Albums Chart, bán được 92.597 bản trong tuần đầu phát hành. Đây là album thứ ba của Murs đạt vị trí quán quân bảng xếp hạng, sau album In Case You Didn't Know phát hành năm 2011 và album Right Place Right Time phát hành năm 2012. Còn tại Hoa Kỳ, album ra mắt tại vị trí #42 trên bảng xếp hạng US Billboard 200 trong ấn bản phát hành ngày 28 tháng 3 năm 2015.

## Danh sách và thứ tự các bài hát
| Never Been Better – Phiên bản chuẩn | Never Been Better – Phiên bản chuẩn      | Never Been Better – Phiên bản chuẩn                                    | Never Been Better – Phiên bản chuẩn                       | Never Been Better – Phiên bản chuẩn |
| STT                                 | Nhan đề                                  | Sáng tác                                                               | Sản xuất                                                  | Thời lượng                          |
| ----------------------------------- | ---------------------------------------- | ---------------------------------------------------------------------- | --------------------------------------------------------- | ----------------------------------- |
| 1.                                  | "Did You Miss Me"                        | Olly Murs Jason Evigan Sean Douglas                                    | Evigan Dan Brook [a] [b]                                  | 3:16                                |
| 2.                                  | "Wrapped Up" (hợp tác cùng Travie McCoy) | Murs Travie McCoy Steve Robson Claude Kelly                            | Robson                                                    | 3:05                                |
| 3.                                  | "Beautiful to Me"                        | Murs Martin Johnson Robson Sam Hollander                               | Johnson Kyle Moorman [a] Brandon Paddock [a]              | 4:05                                |
| 4.                                  | "Up" (hợp tác Demi Lovato)               | Wayne Hector Daniel Davidsen Maegan Cottone Peter Wallevik Mich Hansen | Davidsen Wallevik Cutfather David Quiñones [c] TommyD [c] | 3:44                                |
| 5.                                  | "Seasons"                                | Ryan Tedder Ammar Malik Noel Zancanella                                | Tedder Zancanella                                         | 3:37                                |
| 6.                                  | "Nothing Without You"                    | Murs Tom Barnes Pete Kelleher Ben Kohn Iain James Mike Posner          | TMS                                                       | 3:34                                |
| 7.                                  | "Never Been Better"                      | Murs Barnes Kelleher Kohn Hector                                       | TMS                                                       | 4:16                                |
| 8.                                  | "Hope You Got What You Came For"         | Murs Robson Hector                                                     | Robson                                                    | 3:25                                |
| 9.                                  | "Why Do I Love You"                      | Murs Barnes Kelleher Kohn Jamie Scott                                  | TMS                                                       | 3:42                                |
| 10.                                 | "Stick with Me"                          | Steve Mac Hector John Newman                                           | Mac                                                       | 3:37                                |
| 11.                                 | "Can't Say No"                           | Murs Robson Kelly                                                      | Robson Future Cut [a]                                     | 3:10                                |
| 12.                                 | "Tomorrow"                               | Murs Robson Hector                                                     | Robson                                                    | 3:38                                |
| 13.                                 | "Let Me In"                              | Murs Paul Weller                                                       | Weller                                                    | 4:03                                |

| Never Been Better – Bài hát thêm cho Phiên bản cao cấp | Never Been Better – Bài hát thêm cho Phiên bản cao cấp | Never Been Better – Bài hát thêm cho Phiên bản cao cấp | Never Been Better – Bài hát thêm cho Phiên bản cao cấp | Never Been Better – Bài hát thêm cho Phiên bản cao cấp |
| STT                                                    | Nhan đề                                                | Sáng tác                                               | Sản xuất                                               | Thời lượng                                             |
| ------------------------------------------------------ | ------------------------------------------------------ | ------------------------------------------------------ | ------------------------------------------------------ | ------------------------------------------------------ |
| 14.                                                    | "We Still Love"                                        | Murs Robson Sam Romans                                 | Robson                                                 | 3:15                                                   |
| 15.                                                    | "Us Against the World"                                 | Murs Scott Toby Smith                                  | Scott Smith Matt Rad                                   | 3:27                                                   |
| 16.                                                    | "Ready for Love"                                       | Murs Scott Matt Prime Phil Cook                        | Prime                                                  | 3:26                                                   |
| 17.                                                    | "History"                                              | Murs Robson Kelly                                      | Robson                                                 | 2:50                                                   |

| Never Been Better – Bài hát thêm cho phiên bản phát hành độc quyền qua Mediamarkt | Never Been Better – Bài hát thêm cho phiên bản phát hành độc quyền qua Mediamarkt | Never Been Better – Bài hát thêm cho phiên bản phát hành độc quyền qua Mediamarkt | Never Been Better – Bài hát thêm cho phiên bản phát hành độc quyền qua Mediamarkt | Never Been Better – Bài hát thêm cho phiên bản phát hành độc quyền qua Mediamarkt |
| STT                                                                               | Nhan đề                                                                           | Sáng tác                                                                          | Sản xuất                                                                          | Thời lượng                                                                        |
| --------------------------------------------------------------------------------- | --------------------------------------------------------------------------------- | --------------------------------------------------------------------------------- | --------------------------------------------------------------------------------- | --------------------------------------------------------------------------------- |
| 18.                                                                               | "Alone Tonight"                                                                   | Murs Iyiola Babalola Darren Lewis Hector                                          |                                                                                   |                                                                                   |
| 19.                                                                               | "Wrapped Up" (hợp tác với Travie McCoy) (Phát thanh Westfunk phối lại)            | Murs McCoy Robson Kelly                                                           | Robson                                                                            |                                                                                   |

| Never Been Better – Bài hát thêm cho phiên bản tiếng Nhật | Never Been Better – Bài hát thêm cho phiên bản tiếng Nhật              | Never Been Better – Bài hát thêm cho phiên bản tiếng Nhật | Never Been Better – Bài hát thêm cho phiên bản tiếng Nhật | Never Been Better – Bài hát thêm cho phiên bản tiếng Nhật |
| STT                                                       | Nhan đề                                                                | Sáng tác                                                  | Sản xuất                                                  | Thời lượng                                                |
| --------------------------------------------------------- | ---------------------------------------------------------------------- | --------------------------------------------------------- | --------------------------------------------------------- | --------------------------------------------------------- |
| 18.                                                       | "Alone Tonight"                                                        | Murs Iyiola Babalola Darren Lewis Hector                  |                                                           |                                                           |
| 19.                                                       | "Wrapped Up" (hợp tác với Travie McCoy) (Phát thanh Westfunk phối lại) | Murs McCoy Robson Kelly                                   | Robson                                                    | 3:37                                                      |
| 20.                                                       | "Wrapped Up" (hợp tác với Travie McCoy) (Phát thanh Cahill phối lại)   | Murs McCoy Robson Kelly                                   | Robson                                                    | 3:14                                                      |
| 21.                                                       | "Look at the Sky"                                                      | Hachidai Nakamura                                         | Robson                                                    | 3:27                                                      |

Notes
- ^[a]  chỉ người hỗ trợ sản xuất
- ^[b]  chỉ người sản xuất giọng hát
- ^[c]  chỉ người sản xuất cho giọng hát của Demi Lovato
- ^[d]  chỉ người sản xuất đàn dây

### UnwrappedEP
Unwrapped là đĩa mở rộng gồm các bài hát thu âm trực tiếp được phát hành miễn phí độc quyền trên Google Play. EP phát hành vào ngày 12 tháng 12 năm 2014.
| STT | Nhan đề                                             | Sáng tác                         | Sản xuất      | Thời lượng |
| --- | --------------------------------------------------- | -------------------------------- | ------------- | ---------- |
| 1.  | "Wrapped Up" (trực tiếp)                            | Murs Robson Kelly McCoy          | Robson        | 2:00       |
| 2.  | "History" (trực tiếp)                               | Murs Robson Kelly                | Robson        | 2:20       |
| 3.  | "Dear Darlin'" (trực tiếp)                          | Murs Ed Drewett Jim Eliot        | Drewett Eliot | 2:39       |
| 4.  | "Troublemaker" (trực tiếp)                          | Murs Robson Kelly Tramar Dillard | Robson        | 3:00       |
| 5.  | "I Wish It Could Be Christmas Everyday" (trực tiếp) | Roy Wood                         | Wood          | 3:20       |

## Xếp hạng và chứng nhận
| Bảng xếp hạng (2014)                     | Vị trí cao nhất |
| ---------------------------------------- | --------------- |
| Album Úc (ARIA)                          | 27              |
| Album Áo (Ö3 Austria)                    | 40              |
| Album Bỉ (Ultratop Vlaanderen)           | 157             |
| Album Đan Mạch (Hitlisten)               | 38              |
| Album Phần Lan (Suomen virallinen lista) | 28              |
| Album Đức (Offizielle Top 100)           | 38              |
| Album Ireland (IRMA)                     | 7               |
| Album Na Uy (VG-lista)                   | 31              |
| Album Thụy Điển (Sverigetopplistan)      | 50              |
| Album Thụy Sĩ (Schweizer Hitparade)      | 20              |
| Album Anh Quốc (OCC)                     | 1               |
| Album Hoa Kỳ Billboard 200               | 42              |

| Quốc gia                                                                           | Chứng nhận | Số đơn vị/doanh số chứng nhận |
| ---------------------------------------------------------------------------------- | ---------- | ----------------------------- |
| Anh Quốc (BPI)                                                                     | Bạch kim   | 300.000*                      |
| * Chứng nhận dựa theo doanh số tiêu thụ. ^ Chứng nhận dựa theo doanh số nhập hàng. |            |                               |